# Hermann Hirt
Pour les articles homonymes, voir Hirt.
Hermann Alfred Hirt (1865-1936) est un philologue et indo-européaniste allemand. Il est notamment l'auteur d'une grammaire indo-européenne en sept volumes intitulée Indogermanische Grammatik (Heidelberg, 1921–1937).

## Biographie
Il étudie les langues indo-européennes à l'université de Leipzig et à l'université de Fribourg, et obtient son doctorat en 1889 à l'université de Leipzig.
Professeur de linguistique indo-européenne à l'université de Leipzig, puis professeur de philologie indo-européenne et de sanskrit à l'université de Giessen de 1912 à sa mort, Hermann Hirt fut partisan d'une Urheimat (en) située entre l'Oder et la Vistule. Hirt polémiquera sur ce sujet avec Otto Schrader (en) pour qui la société indo-européenne s'était constituée entre les Carpates et l'Asie centrale (théorie de la steppe), et non dans le nord de l'Europe.

## Publications sélectives
- Die Urheimat der Indogermanen, 1892.
- Der indogermanische Akzent. Ein Handbuch, Strasbourg, 1895.
- Etymologie der neuhochdeutschen Sprache, Munich, 1909.
- Indogermanische Grammatik, 7 volumes, Heidelberg, 1921–1937.
- Handbuch des Urgermanischen, 3 parties, Heidelberg, 1931–1934.
- Die Indogermanen. Ihre Verbreitung, ihre Urheimat und ihre Kultur, 2 volumes, Strasbourg, 1905–1907.